# María de la O (película de 1936)
María de la O es una película española de 1936 dirigida por Francisco Elías y protagonizada por Pastora Imperio, Antonio Moreno, Carmen Amaya y Julio Peña. Se trata de un drama musical basado en una obra de teatro de Salvador Valverde y Rafael de León, a su vez inspirada en la exitosa canción «María de la O», de la que ellos habían compuesto la letra y que contaba con música de Manuel Quiroga. Fue una producción de Saturnino Ulargui, muy costosa para la época, cuyo estreno y posible éxito se vio truncado por el estallido de la guerra civil española. Es uno de los primeros filmes que permiten apreciar el cante y el baile flamenco.

## La historia

### La canción
En 1933 el músico Manuel López-Quiroga Miquel y los letristas Salvador Valverde y Rafael de León compusieron la zambra «María de la O» para el lucimiento de la emergente figura de la canción Estrellita Castro. La letra narra en primera persona la desdicha de una gitana que lamenta haberse comprometido con un payo rico en vez de haber continuado su relación con su auténtico amor, gitano pero pobre. La canción conoció un notable éxito en España y supuso el lanzamiento del trío «Valverde, León y Quiroga», que se mantendrá a la cabeza en la composición de canciones hasta el estallido de la Guerra Civil.

### La obra teatral
El arrollador éxito de la canción animó a Valverde y León a escribir una obra teatral titulada también María de la O que integraba la canción en el argumento. La pieza se estrenó el 19 de diciembre de 1935 en el Teatro Poliorama de Barcelona, siendo representada por la compañía de María Fernanda Ladrón de Guevara. Al igual que la canción, la obra fue un inmediato éxito de público.

### El guion
Cuando el productor Saturnino Ulargui se planteó adaptar la obra al cine, el encargo recayó en el guionista José Luis Salado, quien parece que fue ayudado o supervisado por José López Rubio, aunque este no figura en los créditos. En una entrevista que Salado concedió a Cinegramas afirmó que María de la O era «un melodrama gitano, un film de fuerte color, sin españolada ¿eh?, al que yo he pretendido dar el ritmo, la soltura y la agilidad de un film americano». Por su parte, el director Francisco Elías explicó a la misma revista que el guion había mantenido la historia teatral, pero con un desarrollo completamente diferente. Se había comenzado por el final del segundo acto, continuando por el tercero y volviendo al final al primero. En aquel momento, Elías elogió el trabajo de los escritores. Sin embargo, tres décadas más tarde llegaría a calificar el guion como «pésimo».

### Sinopsis

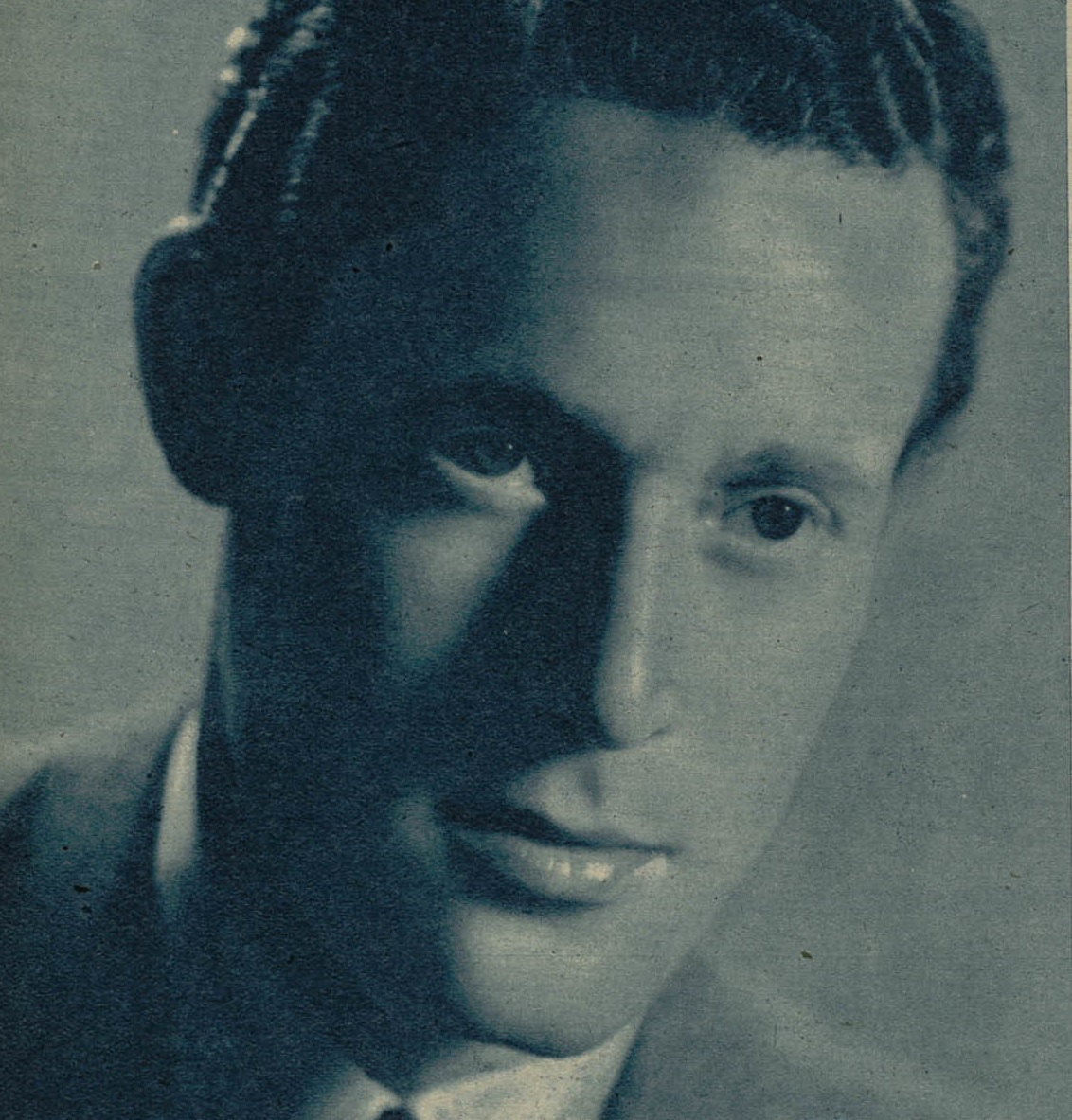
Julio Peña interpretó a Juan Miguel «el Platero», pretendiente de María de la O.

El pintor Pedro Lucas vive en Granada con su esposa gitana y su pequeña hija Angustica. Manuel Molina, el antiguo novio gitano de la mujer, la asesina por despecho y Lucas lo mata en represalia. Acosado por los amigos de Manuel, puede huir gracias a la ayuda de Juan Miguel «el Platero» abandonando a su hija. Esta es acogida por Soleá «la Itálica» quien la renombra como María de la O, la cría junto a su propia hija Mari-Cruz y le enseña el arte del baile flamenco.
Con los años María de la O se convierte en una reputada bailaora. Inducida por su madre adoptiva, rompe su noviazgo con el gitano Juan Miguel «el Platero» —hijo del que salvó a Lucas— para atender las pretensiones del famoso torero Pepe Mairena, que goza de mejor posición social y económica. Entonces vuelve a Granada Pedro Lucas bajo la personalidad del rico californiano Mr. Moore. Su guía local, Argote, le organiza una exhibición de flamenco en la que ve bailar a María de la O. Impresionado por ella, decide pintar un retrato de la joven. Tras reconocer a Juan Miguel como el hijo del hombre que le salvó, decide ayudarle a conseguir el amor de María de la O, pero acaba pujando por ella en competencia con Mairena. Un mensaje anónimo de Juan del Sol Molina —el vengativo hermano de Manuel— advierte a Mr. Moore de que ha sido reconocido y de que la joven bailaora es su hija. Para mayor seguridad, decide trasladarse con ella a Sevilla.
El despechado Mairena coincide en una taberna con Juan Miguel, quien está sumido en la desesperación por haber perdido a María de la O. Aprovechando su estado, le convence para que cante la canción que ha compuesto sobre ella —«María de la O»— en la que le censura que haya preferido la compañía de un payo rico al amor. El torero hace circular la canción por toda la ciudad para poner en evidencia a la joven, que vive con su padre ignorante del parentesco que les une. En una fiesta que da el rico marqués de Villamiel, novio de Mari-Cruz, Mairena hace que la Niña de Linares cante la canción delante de la propia María y de Mr. Moore, lo que provoca la ira de ambos. Cuando Juan Miguel pide perdón a la joven, esta le muestra su amor, pero dice que no podrá ser suya mientras la canción continúe en boca de todos.
Juan Miguel acude a vengarse de Mairena, pero este le hiere de un disparo de pistola. El joven se salva y se concierta la boda. Durante la misma, Mr. Moore confiesa a ambos su identidad y parentesco. En ese momento acude Juan del Sol con la Guardia Civil para prender al prófugo Lucas. María de la O le suplica que no arruine su boda y el gitano conduce a los guardias a otro lugar, perdonando a Lucas.

## Producción
El productor Saturnino Ulargui reparó en el éxito de la obra teatral y decidió realizar una versión cinematográfica. Ulargui era el representante en España de la productora alemana UFA y había creado dos empresas dedicadas a la producción y distribución cinematográfica. El empresario abordó la producción más cara realizada hasta la fecha en España. Aunque pensó primero en la pareja formada por el director Florián Rey y la actriz y cantante Imperio Argentina, no pudo contar con ellos —probablemente porque ese mismo año abordaron el rodaje de la exitosa Morena Clara— y recurrió a Francisco Elías y la descollante bailaora Carmen Amaya.
Los exteriores de la película fueron rodados en escenarios naturales de Granada y Sevilla. Los interiores se grabaron en los Estudios Orphea de Barcelona. Varios sucesos encarecieron y retrasaron el rodaje. El 7 de febrero de 1936 el plató de Orphea en el que se rodaba fue destruido por un incendio, por lo que hubo que construir de nuevo los decorados. Mientras tanto, se decidió rodar los exteriores en Andalucía, pero el mal tiempo dificultó el trabajo. Para terminar, Antonio Moreno sufrió una apendicitis que le apartó de la interpretación durante un tiempo.

## Los intérpretes

### Pastora Imperio

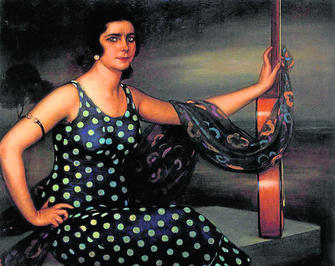
Pastora Imperio había sido extraordinariamente popular unos años antes. Retrato de Julio Romero de Torres.

Aunque su papel no parezca protagónico, Pastora Imperio encabezó el cartel de la película debido a su fama como bailaora de flamenco. Superados los cincuenta años de edad, unos meses antes se había despedido de los escenarios con una representación de El amor brujo en el Teatro Español junto a Antonia Mercé «La Argentina». Con su interpretación volvió al cine tras dos décadas de ausencia. El baile flamenco femenino no era muy antiguo, y Pastora Imperio era una de sus máximas exponentes. Implantó la utilización de la bata de cola durante el espectáculo, llevando la cola con gran estilo. Su estilo de baile era «de cintura para arriba», levantando los brazos con elegancia y moviendo las manos con delicadeza para componer hermosas figuras. El zapateado quedaba para el baile masculino.
La intérprete gitana encarna a Soleá «la Itálica», madre adoptiva de María de la O. Un personaje más bien cómico en la línea de los tópicos sobre los calés deshonestos pero simpáticos; muy parecido a los hermanos Trini y Regalito de Morena Clara, filme del mismo año con el que María de la O tiene más de un punto en común. Pastora Imperio ofrece una muestra de su arte cuando baila durante el velatorio de la esposa de Pedro Lucas, una danza que el director Francisco Elías y el director de fotografía Eugen Schüfftan realzan con un juego de luces y sombras.

### Antonio Moreno
Antonio Moreno fue el primer actor español que hizo carrera en los Estados Unidos. Durante la época del cine mudo tuvo éxito como latin lover antes de la llegada de Rodolfo Valentino. Trabajó con Greta Garbo y Gloria Swanson, entre otras destacadas actrices. Su carrera entró en decadencia debido a la llegada del cine sonoro —debido a su fuerte acento español— y a su madurez. En 1936 rondaba los cuarenta y ocho años de edad y ya no podía hacer papeles de galán pese a que conservaba un buen porte. Pese a todo, era un potente reclamo para la película contar con un actor que había triunfado en Hollywood. Una de los contratiempos del filme fue que Moreno sufrió una apendicitis que retrasó el rodaje.
La identidad oculta del rico californiano Mr. Moore —que encubre al prófugo Pedro Lucas que desea recuperar a su hija— es uno de los conflictos que sustentan la trama de la película. Se interesa por María de la O antes de conocer el nexo familiar que les une, lo que plantea durante breve tiempo una situación cercana al amor incestuoso. Pronto se entera de la relación por su enemigo Juan del Sol y pasa a sentir por ella un afecto paternal, pero será María quien llegue a hacer un intento de entregarse a él, lo que rechaza con una violencia que ella confunde.

### Carmen Amaya
Si Pastora Imperio y Antonio Moreno eran estrellas consolidadas, aunque ya hubiesen superado su mejor momento, la gitana barcelonesa Carmen Amaya era una joven promesa del baile flamenco de dieciocho años de edad. Amaya llevaba desde su más tierna infancia actuando en tablaos, y había debutado en el cine en 1935 en La hija de Juan Simón. Tras este éxito actuaba a diario en el Cine Urquinaona de Barcelona.
Interpreta al personaje que da título al filme y ejecuta dos bailes con su peculiar estilo de zapateado, tan diferente al arte de Pastora Imperio. El primero en la secuencia del espectáculo que Mr. Moore ofrece en Granada y el segundo en la fiesta que ofrece en Sevilla el marqués de Villamiel. Aunque se dice que Pastora Imperio fue la autora de la coreografía de la película, es indudable que los bailes de Amaya son creaciones personales suyas. El segundo es un fandango por soleá que interpreta con su personalísimo estilo, con rápidas vueltas ejecutadas con los brazos arremolinados y con un vivo y fuerte zapateado.

### Julio Peña
El último integrante del cuarteto protagonista es Julio Peña, actor que también había trabajado en los Estados Unidos, si bien de forma más modesta que  Moreno. Peña había emigrado a principios de la década, cuando el cine español casi desapareció por completo. Antes de que se impusiera el doblaje, participó en las versiones en español que se rodaban de forma simultánea a las películas habladas en inglés.
Peña interpreta a Juan Miguel, el gitano novio de María de la O que es despreciado por ella por ser pobre. Amargado, compone la famosa canción que canta en la taberna. En las secuencias de cante es doblado por el cantaor flamenco Antonio Mairena, conocido como el Niño de Mairena. A pesar de su juventud, Mairena era ya una prometedora figura del flamenco.

### Reparto

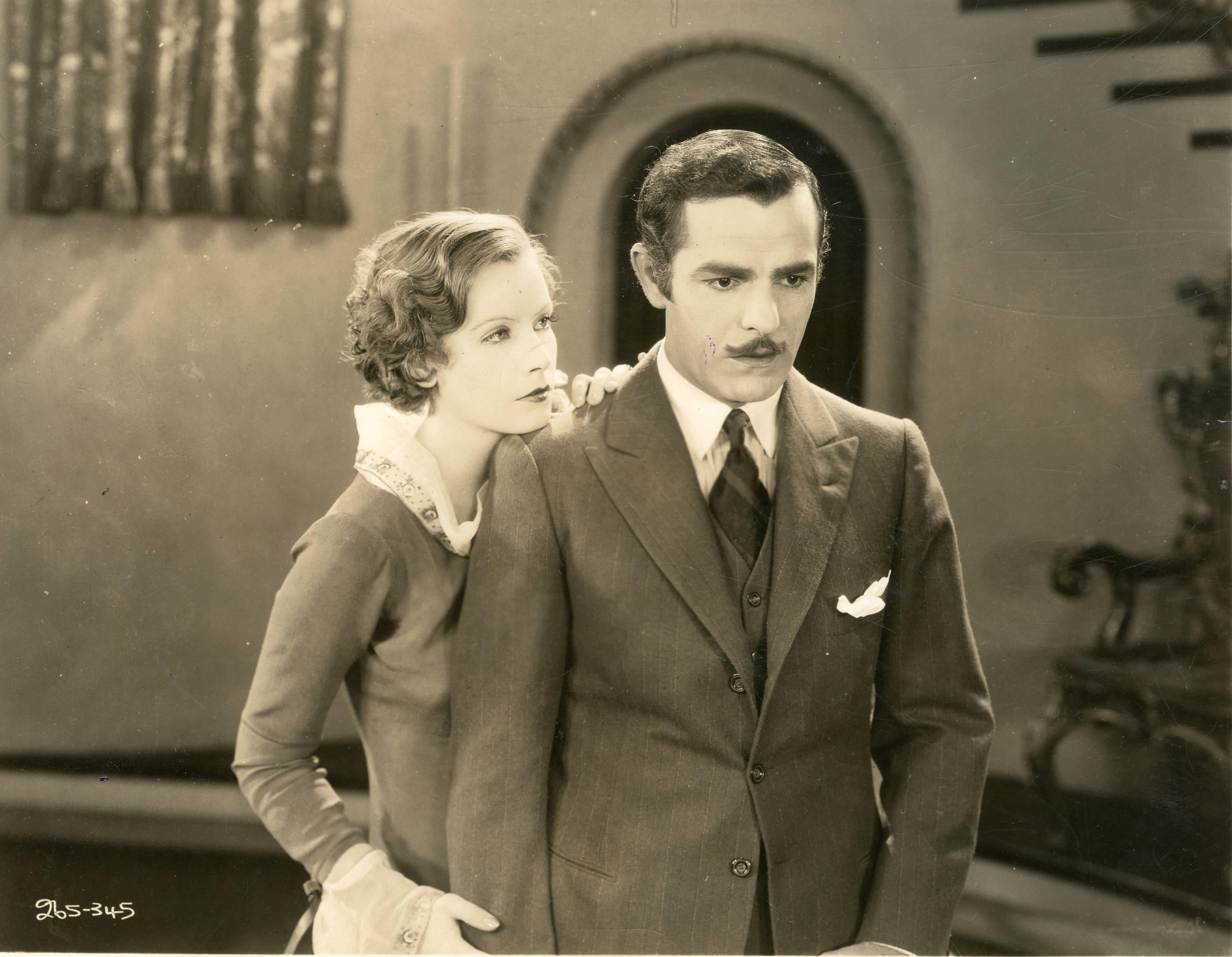
Aunque el mejor momento de Antonio Moreno había pasado, se le publicitó como la estrella de Hollywood que era.

| - Pastora Imperio — Soleá «la Italica» - Carmen Amaya — María de la O - Rosario Imperio — Mari Cruz - Miguel Pozanco — Argote - Antonio Calero - Tina Gascó — Madre de María de la O - Manolita Martín - Samuel Crespo - Niño de Mairena — voz de Juan Miguel cantante | - Antonio Moreno — Pedro Lucas/Mr. Moore - Julio Peña — Juan Miguel - Niña de Linares — ella misma - Fulgencio Nogueras - Juan Barajas - Candelaria Medina - Juan Torres Roca - Modesto Cid - La Zambra del Sacromonte |

## Dirección
Aunque se barajó el nombre de Florián Rey, el elegido finalmente para dirigir el filme fue Francisco Elías. El cineasta onubense tenía  una amplia experiencia adquirida no solo en España, sino también en Francia, los Estados Unidos y México. En 1933 había alcanzado un gran éxito de público con Boliche. Sin embargo, su siguiente película no llegó hasta finales de 1935. Rataplán era un intento mucho más experimental y constituyó un fracaso en taquilla.
Elías utilizó un estilo clásico que revela su conocimiento del cine estadounidense. Ha sido muy elogiada la forma en que utiliza la canción «María de la O» para hacer progresar la trama. Esta ha sido compuesta por el amargado Luis Miguel tras ver como su amada prefiere irse con el rico Mr. Moore. La canta en una taberna sevillana instigado por el despechado matador Pepe Mairena. Este encarga a dos amigos que transcriban la música y la letra de la canción con la premeditada intención de difundirla. Después, en la fiesta que celebra el marqués de Villamiel y a la que asisten María y Mr. Moore, el torero hace que la Niña de Linares cante la canción delante de la pareja, lo que provoca la consternación de la joven y la ira de su padre. Al día siguiente, Elías muestra como la canción se ha popularizado mediante un ingenioso encadenamiento de variadas interpretaciones por distintas personas: una mujer que la canta mientras muele café, un grupo de costureras cantando a coro, gentes que caminan tras un carromato, una mujer que acarrea un gran haz de leña, un organillero que toca la canción, unos zapateros, un saxofonista que la interpreta con su instrumento, un hombre que silba mientras se afeita y, finalmente, un grupo de niñas que cantan al pie de la ventana de la propia María de la O aumentando su malestar. La cuarta vez es cuando María se va a reconciliar con Luis Miguel y alguien vuelve a cantar la canción en una taberna, dificultando el reencuentro de los dos novios y precipitando el enfrentamiento entre Luis Miguel y Mairena.
Más discutido es el modo en que Elías filma el baile de Carmen Amaya en la secuencia de la fiesta ofrecida por el marqués de Villamiel. Amaya ejecuta un baile con su inigualable y novedoso estilo que Elías filma en dieciocho planos distintos. El director onubense, buen conocedor del cine musical de Hollywood, imita el estilo de Busby Berkeley, añadiendo incluso un plano cenital. Sin embargo, algunos estudiosos de la película cuestionan el estilo, ya que consideran que impide apreciar en plenitud el arte de Amaya. En su opinión, Elías hubiera hecho mejor filmando en plano general. Ese era el estilo de filmación que Fred Astaire había impuesto para entonces en las películas en las que actuaba con la intención de que se pudiera apreciar su arte: «o baila la cámara o bailo yo».

## Otros participantes
El elevado presupuesto del filme y el ascenso del nacionalsocialismo posibilitaron que se contara con un prometedor director de fotografía. Eugen Schüfftan había abandonado Alemania para eludir las restricciones aplicadas por Hitler contra los judíos. Schüfftan había trabajado en películas de Fritz Lang y Abel Gance. Por esa época trabajaba en diversos países europeos antes de dar el salto a los Estados Unidos.
La aportación del maestro Quiroga no se limitó a «María de la O». También se escuchan en la película «Rocío» y «Mari Cruz», además de «La niña de plata», compuesta expresamente para el filme.

## Temática
María de la O tiene tres temas principales. El primero y más obvio es la existencia de difíciles amores tanto interclasistas como interraciales. El de Pedro Lucas y su esposa se quiebra por el asesinato de esta; por su parte, María de la O oscila entre el amor romántico con Juan Miguel, o el amor interesado con el torero Pepe Mairena o con el mismo Mr. Moore. En segundo lugar está la doble identidad de Pedro Lucas/Mr. Moore, un recurso habitual en el cine de la época. Pero el tema principal puede ser la venganza: el gitano Manuel asesina a la esposa de Lucas porque ha preferido a un payo antes que a él, que es de su misma raza; Pedro Lucas mata a Manuel para vengar a su esposa; Juan del Sol intenta vengar la muerte de su hermano Manuel denunciando a Mr. Moore y Pepe Mairena planifica una refinada venganza contra María de la O utilizando la canción de Juan Miguel por puro despecho.

## Recepción y valoraciones
Desgraciadamente, el estallido de la guerra civil impidió el estreno de la película, que estaba prácticamente terminada. El hecho frustró los planes de Ulargui de recuperar la cuantiosa inversión. El filme no fue estrenado hasta meses después del final del conflicto. El 24 de noviembre de 1939 se proyectó en el cine del Palacio de la Prensa y en el Cine Imperial de Madrid. La acogida fue dispar. El diario ABC publicó una crítica sin firma muy despectiva. No gustaban los homicidios que abrían el filme ni las «gitanerías» que lo adornaban, si bien reconocía que podía tener éxito popular. Estaba claro que a ciertos sectores del nuevo régimen no les gustaba un filme que —aunque no contenía ningún elemento directamente censurable— entroncaba con los gustos de la derrocada República. Sin embargo, en la edición sevillana de ABC se publicó el 20 de enero de 1940 una crítica de signo totalmente opuesto, ya que consideraba que se trataba de «uno de los "films" que mejor ha logrado la producción nacional». Elogiaba la ejecución de los temas folklóricos y el ambiente gitano. Destacaba la actuación de Carmen Amaya y elogiaba al resto de los protagonistas, así como los ágiles diálogos.
El crítico e historiador del cine Fernando Méndez-Leite von Haffe —que pudo visionar la película en el momento de su estreno— elogió posteriormente la magnífica fotografía de Eugen Schüfftan, que muestra bellas imágenes de Granada y Sevilla. También alabó la dirección de Elías, en quien apreció deseos de mejorar artísticamente dentro de un cine popular. También consideró brillante la interpretación; particularmente opinó que Julio Peña realizó el mejor trabajo de su trayectoria como galán.
Más crítica fue la valoración de Román Gubern desde su posición ideológica comunista. Al igual que en otras películas del período republicano —como El relicario, Rosario la cortijera o El gato montés— el crítico catalán considera que este cine popular resolvía los conflictos interclasistas de forma individual mediante la boda de la mujer pobre con el hombre rico en vez de abordarlos de forma social o colectiva. De esta forma, María de la O rechaza al humilde trabajador Juan Miguel en favor del exitoso torero Pepe Mairena, y a este por el más rico Mr. Moore. Y finalmente se casará con el platero porque cuenta con la protección económica de su padre (interpretación que ignora el hecho de que Pedro Lucas no revela su paternidad a María hasta el mismo día de la boda, por lo que la muchacha ha decidido casarse sin contar con la fortuna paterna).